# Ciurea
Ciurea è un comune della Romania di 17 254 abitanti, ubicato nel distretto di Iași, nella regione storica della Moldavia.
Il comune è formato dall'unione di 7 villaggi: Ciurea, Curături, Dumbrava, Hlincea, Lunca Cetățuii, Picioru Lupului, Slobozia.
Ciurea fa parte della Zona metropolitana di Iași.
Nel territorio del villaggio di Hlincea si trova l'omonimo monastero, con una chiesa dedicata a San Giorgio (Sfântul Gheorghe) del XVI secolo, contenente affreschi databili al 1661.